# Светът на дивите животни
„Светът на дивите животни“ е испански анимационен сериал от 2000 г., продуциран от анимационното студио BRB Internacional. Всеки епизод представлява урок за определено животно или група животни, изнесен по комичен начин. Основната идея е, че на животните им е писнало хората да се забавляват с тях пред камерите, докато те стоят незабелязани отзад, затова решават да си направят свое шоу. Животните в сериала са антропоморфизирани, въпреки че почти всички отличителни зоологически характеристики са запазени.

## Повтарящи се герои
- Оли – оранжева сова, която е презентатор на шоуто. Той носи голяма червена шапка, която скрива очите му.
- Хънка и Пънка – единствените хора в сериала; те са пещерняци.
- Кристофър – Елегантното прасе (el cerdo educado) – в определени моменти напомня на децата какво да не правят вкъщи.
- Хи Хи – хиена, която говори в трето лице. Обича да взривява.
- Поло – щъркелка, която говори безспирно. Тя знае къде живее всяко животно.
- Берли – мечок готвач. Глупакът на шоуто.
- Брауни – спортно облечена горила.
- Мама Кенга – женско кенгуру. Тя говори за бебетата на животните.

В България сериалът започва излъчване по TV2 през октомври 2008 г. и приключва през януари 2009 г.